# Multishow

Logo

Multishow è una piattaforma televisiva a pagamento brasiliana, con sede a Rio de Janeiro, appartenente al gruppo Globosat. Fondata nel 1991, si rivolge soprattutto a un pubblico giovanile, con una vasta offerta di proposte: cartoni animati, film nazionali e stranieri, trasmissioni musicali e programmi d'intrattenimento (varietà e reality show). Il suo motto è A gente se diverte!.
Multishow è il canale televisivo che ha diffuso in Brasile le serie animate I Simpson e Garfield e i suoi amici, all'interno del contenitore Babá Eletrônica. Tra i programmi del passato, si ricorda il discusso Sexytime, a tematica esplicitamente erotica, trasmesso in tarda serata.
La piattaforma è stata animata da volti popolari come Alex Lerner, Ana Luiza Castro, Anitta, Beto Lee, Bruno Mazzeo, Christiane Vianna, Daniele Suzuki, Diego Alemão, Domingas Person, Edgard Piccoli, Edmour Saiani, Ellen Jabour, Erika Mader, Fábio Judice, Fábio Lins, Fábio Porchat, Felipe Neto, Fernando Muylaert, Isabel Wilker, Jimmy London, João Gordo, Jorge de Sá, José Júnior, Letícia Birkheuer, Lívia Lemos, Lorena Calabria, Lynn Court, Mari Cabral, Mônica Martelli, MC Catra, Paulo Vilhena, Pedro Neschling, Renata Araújo, Renata Simões, Serguei, Thiaguinho.
Il canale organizza il Prêmio Multishow de Música Brasileira (dal 1994) e il Prêmio Multishow de Humor (dal 1996), nei quali vengono insigniti rispettivamente i cantanti e i comici dell'anno.
Il sito ufficiale della tv ha lanciato nel 2006 una web radio chiamata Multishow Web o anche Rádio Multishow FM, con tanto di canale su YouTube.

## Eventi musicali seguiti da Multishow
- Axé Brasil
- Circuito Banco do Brasil
- Festeja
- Festival Brahma Valley
- Festival de Inverno Bahia
- Festival de Música SWU
- Festival de Verão de Salvador
- Festival Villa Mix
- Lollapalooza
- Nivea Viva Rock Brasil
- Planeta Atlântida
- Rock in Rio
- Salvador Fest
- Turnê Viva Tim Maia